# Stichopathes semiglabra
Stichopathes semiglabra is een Antipathariasoort uit de familie van de Antipathidae. De wetenschappelijke naam van de soort is voor het eerst geldig gepubliceerd in 1914 door van Pesch.